# Lu Li
Lu Li em chinês 陆莉, (Changsha, 30 de Agosto de 1976), é uma ex-ginasta  chinesa que competia em provas de ginástica artística. 
Lu fez parte da equipe chinesa que disputou os Jogos Olímpicos de Barcelona, em 1992, Espanha.

## Carreira
Li nasceu em Changsha, em Hunan, província ao sul da China. Seus pais trabalhavam em um fábrica de propriedade estatal. Sua mãe fora ginasta, o que influenciou a filha a praticar a modalidade. Mudando-se para um centro de treinamento, conquistou a vaga para fazer parte da equipe olímpica chinesa, que disputaria os Jogos Olímpicos de Barcelona, em 1992. 
Em 1992, no Mundial de Paris, terminou na quarta colocação nas barras assimétricas. Indo a Barcelona, Li conquistou a quarta colocação na final coletiva. No concurso geral, só terminou com a 34ª ginasta ranqueada. Classificada para duas finais,- barras e trave, terminou com a nota 10,0 nas barras; conquistando a medalha de ouro. Na trave, foi medalhista de prata, superada pela soviética Tatiana Lysenko, medalhista de ouro. Após a realização do evento, mesmo com a insistência dos técnicos, Lu cedeu uma entrevista, alegando que seu desejo era realmente se aposentar. Sentindo fortes dores em sua perna, só participou da Copa Chunichi, em 1993, terminando na sétima colocação geral. No início de 1994, anunciou oficialmente sua aposentadoria da modalidade.
Inicialmente, Li graduou-se pela Universidade de Pequim, estudando também fora do país. Continuando envolvida com a modalidade artística, fez inúmeras visitas a ginastas da equipe nacional, sendo escolhida em 1997, para comandar a delegação que disputou a Universíada de 1997, na Itália. Em março de 2000, começou a trabalhar no Gold Star Gymnastics Academy em Mountain View, Califórnia, nos Estados Unidos. Atualmente a ex-ginasta possui seu próprio ginásio, chamado All-Around Champion (AAC).

## Principais resultados
| Ano  | Evento                                    | AA  | Equipe | Salto sobre o cavalo | Trave            | Barras assimétricas | Solo |
| ---- | ----------------------------------------- | --- | ------ | -------------------- | ---------------- | ------------------- | ---- |
| 1992 | Campeonato Mundial de Ginástica Artística |     |        |                      |                  | 4º                  |      |
| 1992 | Jogos Olímpicos                           | 34º | 4º     |                      | Medalha de prata | Medalha de ouro     |      |
| 1993 | Copa Chunichi                             | 7º  |        |                      |                  |                     |      |